# Klumpfisken
Klumpfisken er en film instrueret af Søren Balle. Balle skrev manuskript sammen med Lærke Sanderhoff.

## Handling
45-årige Kristian, kaldet Kesse, er tredje generations fisker bosat i Nordjylland ved vindblæste Hirtshals. Nye tider i fiskeriet lægger pres på fiskerne, og Kesse kæmper en desperat kamp for at holde hovedet oven vande og kreditorerne for døren. Kesse tvinges derfor ud i mere lyssky metoder, som bl.a. fører til mødet med den kvindelige havbiolog Gerd fra København. Trods deres åbenlyse forskelligheder forelsker de sig hovedkulds i hinanden, og Kesse står pludselig overfor det svære valg om, hvorvidt han skal fortsætte med at kæmpe for det liv, han kender så godt, eller starte på en frisk.